# La Florida, Landa de Matamoros
La Florida är en ort i Mexiko.   Den ligger i kommunen Landa de Matamoros och delstaten Querétaro Arteaga, i den centrala delen av landet, 200 km norr om huvudstaden Mexico City. La Florida ligger 1 421 meter över havet och antalet invånare är 135.
Terrängen runt La Florida är kuperad åt nordväst, men åt sydost är den bergig. Runt La Florida är det ganska glesbefolkat, med 42 invånare per kvadratkilometer. Närmaste större samhälle är Landa de Matamoros, 19,1 km väster om La Florida. I omgivningarna runt La Florida växer huvudsakligen savannskog.